# Latsjezar Baltanov
Latsjezar Rosenov Baltanov (Bulgaars: Лъчезар Росенов Балтанов) (Sofia, 7 november 1988) is een Bulgaars voetballer die bij voorkeur als middenvelder speelt. Hij verruilde in augustus 2014 Levski Sofia voor Botev Plovdiv.